# الجيش الأحمر الياباني
الجيش الأحمر الياباني (日本赤軍 ،نيهون سيكيجون) هي منظّمة دولية أسستها فوساكو شيغينوبو في فبراير 1971 بعد انشقاقها عن الجيش الأحمر التابع المنتخب الشيوعي الياباني. كان حجم المجموعة حوالي 40 في قمة نشاطها وكانت في فترة من الفترات أكثر الحركات الفدائية إثارة للخوف.
كان للجيش الأحمر الياباني علاقات وطيدة مع الجبهة الشعبية لتحرير فلسطين. وفي بداية الثمانينات من القرن الماضي، توقف نشاط الجيش الأحمر الياباني في اليابان، واعتمد بالكامل على الجبهة الشعبية لتحرير فلسطين للحصول على الدعم المالي والتدريب والسلاح. كانت أهداف الجيش الأحمر الياباني الإطاحة بالحكومة اليابانية والحكم الإمبراطوري والملكي لبدء ثورة عالمية.

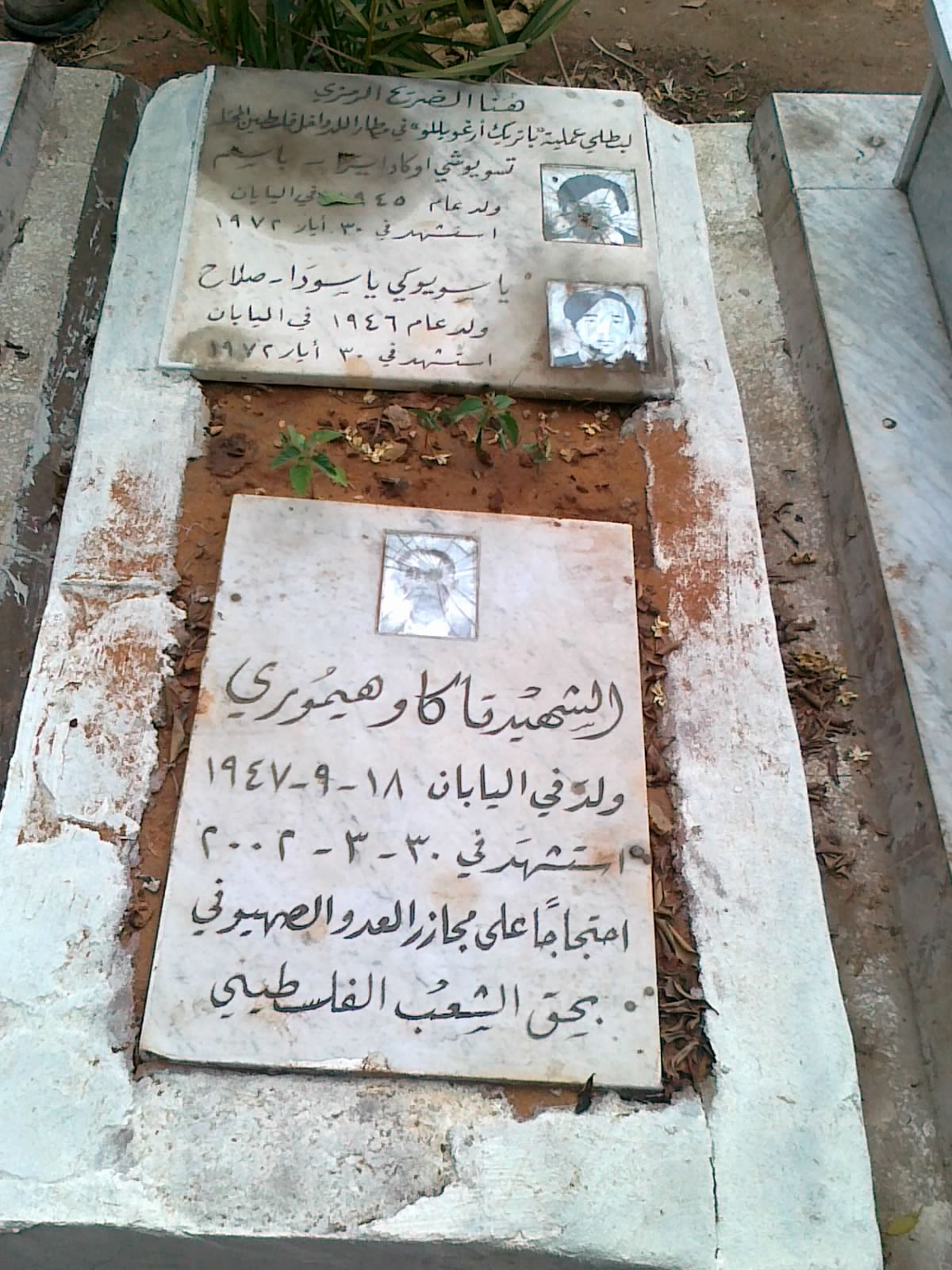
ضريح رمزي في مقبرة الشهداء (بيروت) لمقاتلي الجيش الأحمر الياباني الذين سقطوا في عملبة مطار اللد

## نشاطاته
خلال السبعينات والثمانينات نفذ الجيش الأحمر الياباني سلسلة من الهجمات حول العالم :
- 31 آذار 1971: اختطاف طائرة لشركة طيران يابانية محلية من نوع بوينغ 727 تحمل 129 شخص من مطار طوكيو الدولي واشترك في الاختطاف ثمانية أعضاء مسلحين بالقنابل وأجبرت الطائرة على الطيران إلى فوكواكا (بالإنجليزية: Fukuoka)‏ ومن ثم إلى سيؤول في كوريا الجنوبية حيث انزل جميع المسافرين ثم حطت الطائرة في كوريا الشمالية حيث أطلق سراح الطاقم وتركت الطائرة هناك.
- 30 مايو 1972: عملية مطار اللد في تل أبيب (اسمه الآن مطار بن غوريون الدولي) حيث تسبب الهجوم بقتل 26 شخص وإصابة 80 شخص ثم فجر اثنان من منفذي الهجوم من الجيش الأحمر الياباني أنفسهم، واعتقل الثالث وهو كوزو أوكاموتو ويعتقد أن هذه العملية قدمت الهاما للهجمات الاستشهادية الفلسطينية اللاحقة.
- يوليو 1973: اختطاف طائرة الخطوط الجوية اليابانية الرحلة 404 فوق هولندا واقتيادها إلى ليبيا حيث تم إطلاق سراح الطاقم والركاب. ثم فجر المختطفون الطائرة.
- 13 سبتمبر 1974: اقتحام السفارة الفرنسية في هولندا. أسفر الحادث عن مقتل ضابط الحراسة الألماني الجنسية ووضع عشرة أشخاص كرهائن. بعد مفاوضات تم دفع فدية 300,000 دولار والخروج بطائرة والإفراج عن بعض أفراد الجيش الأحمر المحتجزين. وقد اتجهت الطائرة إلى عدن في جنوب اليمن ثم إلى سوريا.
- في شباط 1979 اعتقل هارو واكو ، الزعيم السابق ، مع إثنين وإمرأة من الجيش الأحمر في لبنان، وهم ماساو أداتشي و كازو توهيرا و ماريكو ياماموتو، ليتم ترحيلهم بعدها بطائرة إلى عمان ثم إلى اليابان ليحاكموا هناك.[4]
- في تشرين الثاني 2000 تم اعتقال فوساكو شيغينوبو، القائد والشريك المؤسس في أوساكا باليابان، ووجهت إليها تهمة تنظيم هجمات وعمليات خطف واختطاف.
- في شباط 2006 حكمت محكمة في طوكيو على شيغينوبو بالسجن لمدة 20 عاماً بتهمة القتل والخطف والحبس، لدورها في المساعدة بتخطيط الهجوم على السفار الفرنسية في لاهاي عام 197.[5]
- في 28 أيار 2022 جرى إطلاق سراح شيغينوبو.[6]